# 미나모리 시즈카
미나모리 시즈카(水森 志寿香, 1월 23일 ~ )는 일본의 여성 성우이다. 마우스 프로모션 소속이며, 도쿄도 출신이다.

## 출연작품

### TV 애니메이션
2008년
- 네가 주인이고 집사가 나 (쿠온지 유메)

### 게임
2007년
- 네가 주인이고 집사가 나 (쿠온지 유메) : 아마노 소라 (天乃そら)명의

2008년
- 네가 주인이고 집사가 나~시중들기 일기~ (쿠온지 유메)